# Искра
Вижте пояснителната страница за други значения на Искра.
Искрите са малки твърди частици, излъчващи светлина поради високата си температура.
Обикновено се образуват при горене на огън (особено при изгаряне на дърва), при някои процеси на металообработване, както и от предназначени за целта пиротехнически устройства. Искрите, образувани от удряне на предмети от различни материали, са традиционен метод за запалване на огън - същият процес се използва и в съвременните запалки.